# Фондовая биржа Никарагуа
Фондовая биржа Никарагуа (исп. Bolsa de Valores de Nicaragua) — фондовая биржа, расположенная в Манагуа, Никарагуа. Фондовая биржа Никарагуа является единственным организованным рынком ценных бумаг в стране.

## История
Первая торговая сессия состоялась 31 января 1994 года.